# Oberes Holzapetal
Koordinaten: 51° 31′ 29″ N, 9° 31′ 13″ O

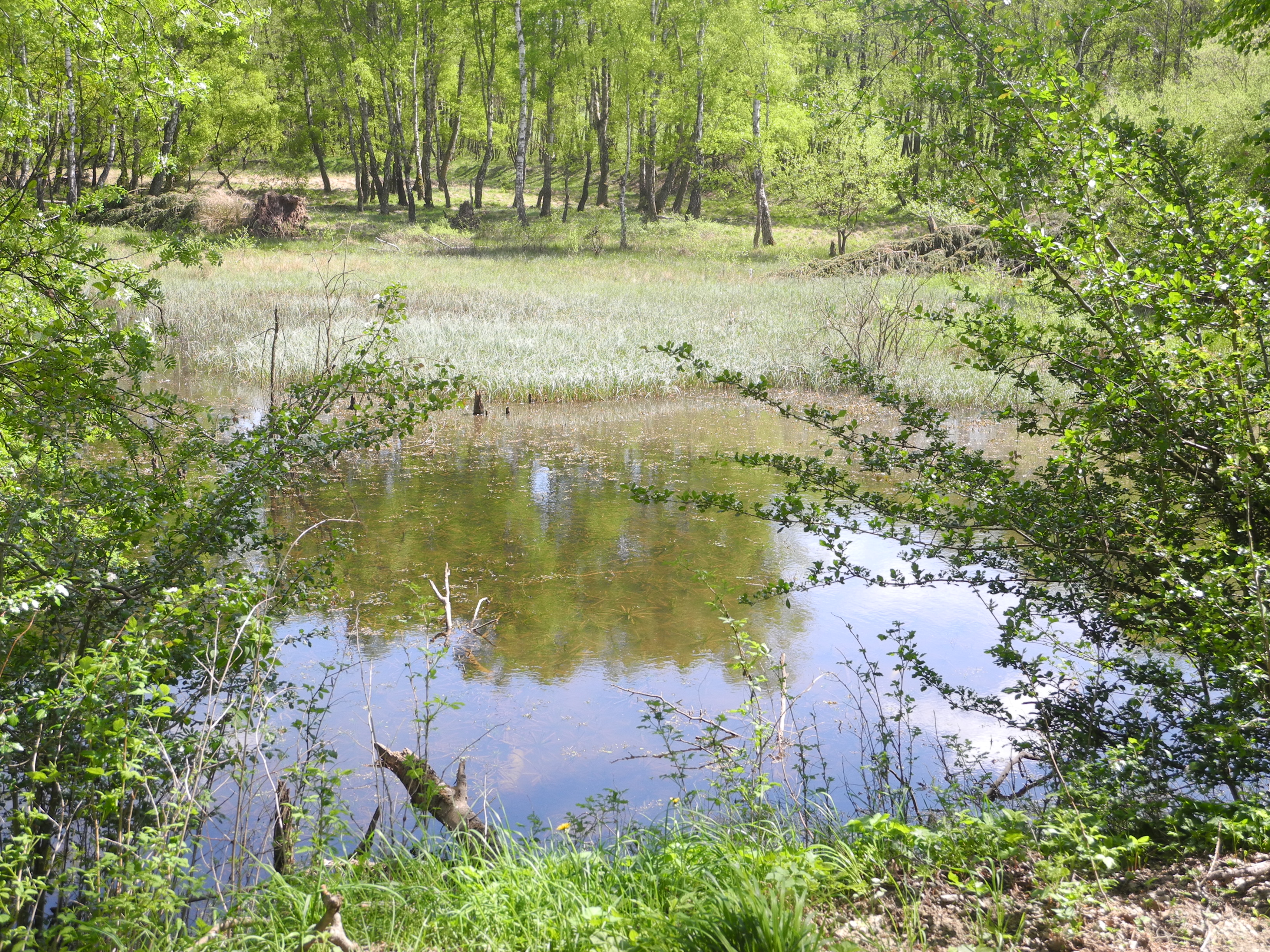
Naturschutzgebiet Oberes Holzapetal (Mai 2018)

Das Naturschutzgebiet Oberes Holzapetal liegt im Landkreis Kassel in Hessen.
Das etwa 135 ha große Gebiet, das im Jahr 1993 unter der Kennung 1633036 unter Naturschutz gestellt wurde, erstreckt sich entlang des oberen Bachlaufes der Holzape, eines rechten Zuflusses der Diemel. Es umfasst Grünland, Feuchtwiesen und Wald östlich von Beberbeck, einem Stadtteil von Hofgeismar, am Westrand des Reinhardswaldes. Am nordöstlichen Rand des Gebietes erstreckt sich das etwa 88 ha große Naturschutzgebiet Urwald Sababurg.